# Dictyophorodelphax mirabilis
Dictyophorodelphax mirabilis är en insektsart som beskrevs av Otto Herman Swezey 1907. Dictyophorodelphax mirabilis ingår i släktet Dictyophorodelphax och familjen sporrstritar. Inga underarter finns listade i Catalogue of Life.